# Körösnagyharsány
Körösnagyharsány (früher: Harsány) ist eine ungarische Gemeinde im Kreis Sarkad im Komitat Békés. Sie liegt zwei Kilometer westlich der Grenze zu Rumänien.

## Geografie
Das Gemeindegebiet von Körösnagyharsány wird von der Sebes-Körös durchflossen und grenzt an folgende Gemeinden:

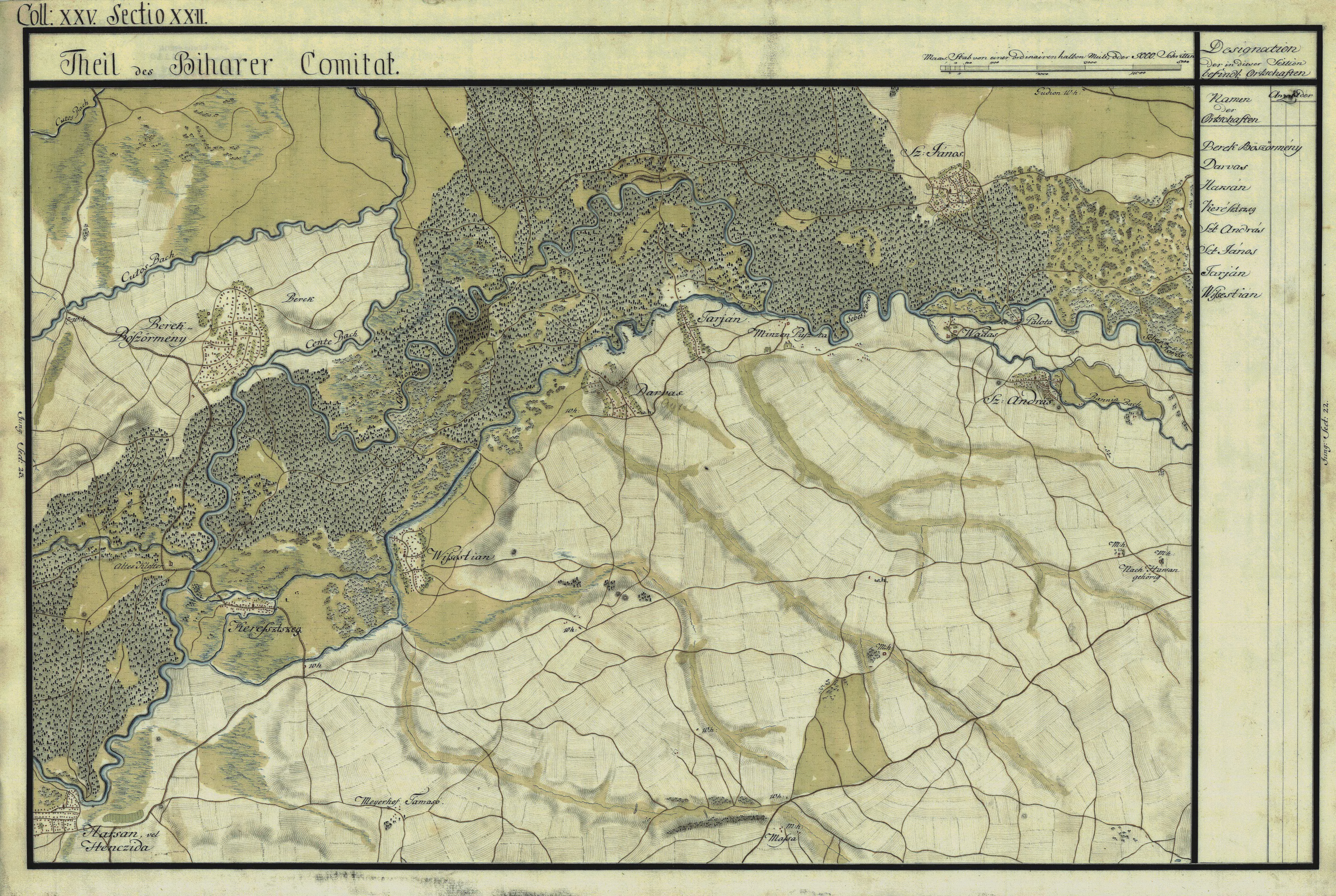
Harsán (links unten) um 1782, Aufnahmeblatt der Josephinischen Landesaufnahme.

| Körösszakál (HB) | Körösszegapáti (HB)                         | Toboliu (RO-BH)          |
|                  | Kompassrose, die auf Nachbargemeinden zeigt |                          |
| Biharugra        |                                             | Sânnicolau Român (RO-BH) |

## Gemeindepartnerschaften
Tălișoara im Kreis Covasna, Rumänien

## Sehenswürdigkeiten
- István-Bocskai-Büste, erschaffen 1985 von György Kiss
- Reformierte Kirche, erbaut 1795–1802 im Zopfstil

## Verkehr
Durch Körösnagyharsány verläuft die Nebenstraße Nr. 42156, die in östlicher Richtung zu einem Grenzübergang nach Rumänien führt. Der Ort besaß einen Bahnhof und später einen Haltepunkt an der Bahnstrecke Oradea–Vésztő (Nr. 127) der MÁV, jedoch wurde der Verkehr auf der Strecke im Dezember 2009 eingestellt, so dass Reisende nun den 31 Kilometer südwestlich liegenden  Bahnhof in Okány nutzen müssen.

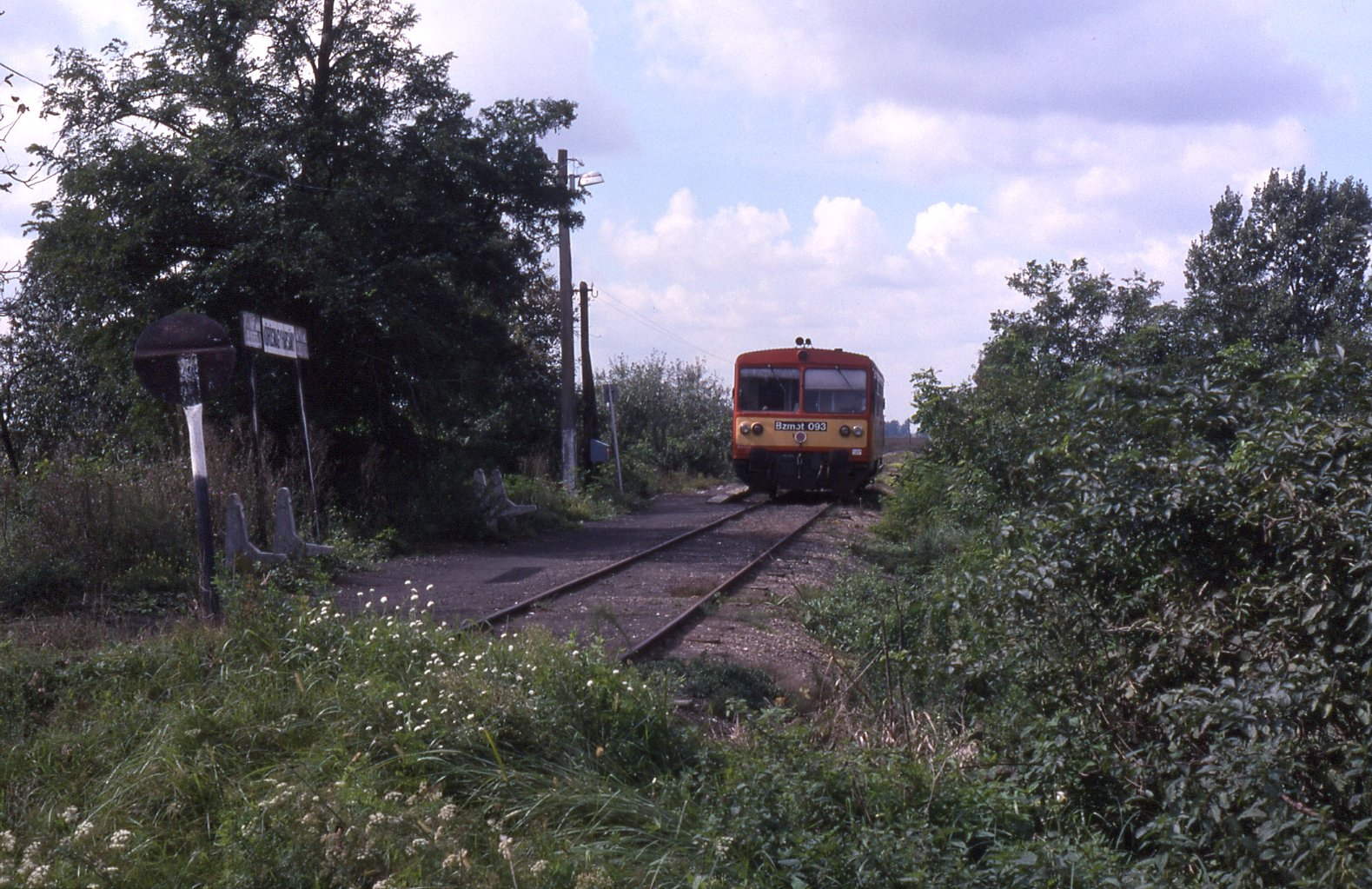
Streckenende am Haltepunkt Körösnagyharsány, 1996.